# Monika Kallies
Monika Kallies (* 31. Juli 1956 in Stralsund, nach der Heirat: Monika Leschhorn) ist eine ehemalige Ruderin aus der DDR. Sie gewann 1976 olympisches Gold im Achter.
Monika Kallies vom SC Dynamo Berlin belegte bei den DDR-Meisterschaften 1974 zusammen mit Irina Müller den zweiten Platz. 1975 wechselte Kallies in den Achter, der in der Besetzung Doris Mosig, Rosel Nitsche, Renate Neu, Monika Kallies, Bianka Schwede, Ilona Richter, Christiane Knetsch, Viola Goretzki und Steuerfrau Marina Wilke bei den Weltmeisterschaften in Nottingham siegte.
Bei den Olympischen Spielen 1976 in Montreal hatte das Frauenrudern seine olympische Premiere. Die Boote aus der DDR gewannen in den sechs Bootsklassen vier Goldmedaillen und zwei Silbermedaillen. Der Achter trat in der Aufstellung Irina Müller, Helma Lehmann, Henrietta Ebert, Monika Kallies, Brigitte Ahrenholz, Ilona Richter, Christiane Knetsch, Viola Goretzki und Marina Wilke an und siegte mit drei Sekunden Vorsprung auf den Achter aus der Sowjetunion. Für diesen Erfolg wurde Monika Kallies mit dem Vaterländischen Verdienstorden in Silber ausgezeichnet.
Monika Kallies hatte nach der Ausbildung zur technischen Zeichnerin noch eine Ausbildung zur Industriekauffrau abgeschlossen. Sie war später in der Verwaltung bei SV Dynamo Gera tätig.